# Amorphophallus hohenackeri
Amorphophallus hohenackeri là một loài thực vật có hoa trong họ Ráy (Araceae). Loài này được (Schott) Engl. & Gehrm. mô tả khoa học đầu tiên năm 1911.